# مکس وین
 مکس وین (آلمانی: Max Wien؛ زاده ۲۵ دسامبر ۱۸۶۶ درگذشته ۲۲ فوریهٔ ۱۹۳۸) یک فیزیک‌دان و مخترع اهل آلمان بود.